# Петер Рокаи
Петер Рокаи (мађ. Rokay Péter; Суботица, 1945) је историчар и универзитетски професор. Један је од најистакнутијих научника мађарске народности у Србији. Основно и средње образовање стекао је у месту рођења, а историју је студирао на Филозофском факултету у Новом Саду. Ту је дипломирао 1968. године. Магистрирао је на Филозофском факултету у Београду где је одбранио магистарски рад Везе Дубровника и Анконитанске марке у средњем веку. На истом факултету докторирао је тезом Породица Мароти 1983. године. Редовни професор Филозофског факултета у Новом Саду постао је 1995. године. Објавио је велики број радова о мађарској историји као и о српско-угарским односима у средњем веку. Учествовао је у колоктивном делу Историја Мађара, првом синтетичком прегледу мађарске историје на српском језику.

## Изабрани радови
У радовима на српском језику, име аутора се често наводи као Петер, али понекад и као Петар.
- Rokai, Petar (1970). „Poslednje godine balkanske politike kralja Žigmunda (1435-1437)”. Годишњак Филозофског факултета у Новом Саду. 12 (1969): 89—109.
- Rokai, Petar (1971). „Prilog istoriji Bugarske banovine”. Годишњак Филозофског факултета у Новом Саду. 13 (1970): 81—86.
- Рокаи, Петер (1972). „Прилог познавању положаја Срба у Угарској у XV веку”. Зборник за историју. 6: 87—91.
- Рокаи, Петар (1980). „О једном наслову Калојана Анђела”. Зборник радова Византолошког института. 19: 167—171.
- Рокаи, Петар (1983). „Gyletus dux Sirmii”. Зборник за историју. 27: 121—127.
- Rokai, Petar (1995). Dubrovnik i Ankonitanska marka u srednjem veku. Novi Sad: Filozofski fakultet.
- Рокаи, Петер (1997). „Угарска и Мађари у делу Илариона Руварца”. Браћа Руварац у српској историографији и култури. Нови Сад; Сремска Митровица: Огранак САНУ; Музеј Срема. стр. 77—108.
- Рокаи, Петер (2002). „Историја Мађара од најстаријих времена до Мохачке битке 1526. године”. Историја Мађара. Београд: Clio. стр. 7—183.
- Рокаи, Петер (2003). „Павловићи и угарски краљеви”. Земља Павловића: Средњи вијек и период турске владавине. Бања Лука: АНУРС. стр. 161—169.
- Рокаи, Петар (2011). „Трагом путева круне српских деспота”. Пад Српске деспотовине 1459. године. Београд: Српска академија наука и уметности. стр. 429—439.
- Рокаи, Петар (2012). „Подручје данашње Војводине у повељама угарских краљева” (PDF). Војвођански простор у контексту европске историје: Зборник радова. 1. Нови Сад: Филозофски факултет. стр. 67—83.
- Рокаи, Петар (2015). „Гувернер, банови, краљеви и херцег Босне после њеног пада 1463. године”. Пад Босанског краљевства 1463. године. Београд: Историјски институт. стр. 259—271.
- Рокаи, Петер (2017). „Прилог биографији деспота Ђорђа Бранковића (светог владике Максима)” (PDF). Летопис Матице српске. 499 (3): 314—319.